# Bolesław Hundt
Bolesław Wacław Hundt (ur. 15 września 1951 w Opolu) – polski rolnik i polityk, poseł na Sejm PRL VIII kadencji.

## Życiorys
W 1969 ukończył III Liceum Ogólnokształcące w Opolu. Uzyskał następnie tytuł inżyniera rolnictwa. Prowadził specjalistyczne gospodarstwo rolne. W 1976 został członkiem Zjednoczonego Stronnictwa Ludowego, w następnym roku został prezesem koła tej partii. W 1978 objął funkcję radnego Gminnej Rady Narodowej w Chrząstowicach. W latach 1983–1985 pełnił mandat posła na Sejm PRL VIII kadencji w okręgu Opole. Zasiadał w Komisji Administracji, Gospodarki Terenowej i Ochrony Środowiska oraz w Komisji Spraw Wewnętrznych i Wymiaru Sprawiedliwości. Związany później z Agencją Nieruchomości Rolnych.